# 思路网
思路网是一个介绍蓝光的网站，内容包括蓝光技术的资讯和电影新闻，成立于2003年。截至2013年，思路网共有139名员工，超过140万会员。每天同时在线超3万人。网站下方有一个隐蔽的PT下载论坛，该论坛上有大量受版权保护的电影、电视剧、音乐和游戏供会员下载。用户需付费购买邀请码注册，或者找已经进入论坛的朋友邀请注册。
思路网早期域名silu.info；后来因内部分裂，2008年4月，主要网管及其发布者带走数据、另外设立siluhd.com。2008年12月再次分裂，siluhd.com的大部分版主及技术人员离开原网站、另外设立mysilu.com。mysilu.com现在改名为傲视网（oursilu.com），但因版权问题及网盘的冲击而人气大降。而siluhd.com在打击盗版的活动中遭受重创，网站关闭，CEO(网名“雪还是白的”)被判刑。

## 关闭
2013年4月26日（世界知识产权日），北京市文化执法总队联合警方查封思路网(siluhd.com)，警方已将该网站CEO周某等人抓获，罪名是涉嫌侵犯知识产权。当天，其他影视发布站，如人人影视，立即“暂时关闭”。
2014年5月15日，北京市海淀区人民法院审结被称为“中国版权第一案”的思路网侵权案，思路网总裁周志全因“侵犯著作权罪”被判处有期徒刑5年、并处罚金人民幣100万元，同案苏立源、寇宇杰、曹军、贾晶洋、李赋然、崔兵六人分别被判处有期徒刑1年到3年不等。